# خوسيه أدريان بونيلا
خوسيه أدريان بونيلا (بالإسبانية: José Adrián Bonilla)‏ هو دراج كوستاريكي، ولد في 28 أبريل 1978 في كارتاغو، كوستاريكا ‏ في كوستاريكا.

## وصلات خارجية
- خوسيه أدريان بونيلا على موقع الاتحاد الدولي للدراجات (الإنجليزية)
- خوسيه أدريان بونيلا على موقع أرشيف الدراجات (الإنجليزية)
- خوسيه أدريان بونيلا على موقع إحصائيات الدراجات الإحترافية (الإنجليزية)
- خوسيه أدريان بونيلا على موقع نسبة الدراجات (الإنجليزية)
- خوسيه أدريان بونيلا على موقع أوليمبيديا (الإنجليزية)